# عبدالرحمن بن محمد بن الامین
عبدالرحمن بن محمد بن الامین (انگلیسی: 'Abd ar-Rahman ibn Muhammad al-Amin; – December 1854) اهل نیجریه پادشاه کشور بوذنو یا نیجریه امروزی بوده‌است. او از سال ۱۸۵۳ تا ۱۸۵۴ میلادی حاکم این کشور بوده‌است.